# Leskea gracilis
Leskea gracilis là một loài Rêu trong họ Leskeaceae. Loài này được (Schimp.) Mitt. mô tả khoa học đầu tiên năm 1864.